# Claude Allègre
Claude Allègre (ur. 31 marca 1937 w Paryżu, zm. 4 stycznia 2025) – francuski naukowiec, geochemik, nauczyciel akademicki i polityk, w latach 1997–2000 minister edukacji narodowej, badań naukowych i technologii.

## Życiorys
Absolwent Uniwersytetu Paryskiego z 1960, doktoryzował się z zakresu fizyki w 1967. Pracował na macierzystej uczelni, a po jej podziale m.in. na Université Paris-Diderot (w latach 1970–2006 jako profesor tego uniwersytetu). Od 1971 do 1974 kierował na nim wydziałem nauk o Ziemi, w latach 1976–1986 stał na czele instytutu badawczego IPGP. W pracy naukowej zajął się m.in. metodami datowania izotopowego. W 1995 został członkiem Francuskiej Akademii Nauk.
Był także aktywnym działaczem politycznym. W 1973 wstąpił w szeregi Partii Socjalistycznej. W 1989 uzyskał mandat posła do Parlamentu Europejskiego III kadencji, z którego zrezygnował po kilku miesiącach. W 1992 był radnym regionu Langwedocja-Roussillon. Od 1988 do 1992 pełnił funkcję specjalnego doradcy Lionela Jospina. Od czerwca 1997 do marca 1999 w jego gabinecie sprawował urząd ministra edukacji narodowej, badań naukowych i technologii. W 2008 opuścił socjalistów, później publicznie wspierał UMP i Nicolasa Sarkozy’ego.
Głosił poglądy kwestionujące związek między wielkością emisji dwutlenku węgla a zmianami klimatu, wskazując, że przyczyny podwyższania się temperatury nie są znane.

## Odznaczenia i wyróżnienia
Odznaczony Legią Honorową III klasy, Orderem Palm Akademickich I klasy oraz Krzyżem Wielkim Orderu Zasługi Republiki Federalnej Niemiec. Wyróżniony doktoratami honoris causa m.in. Cardiff University, University of Bristol i Université Libre de Bruxelles.
Za osiągnięcia naukowe otrzymał m.in. Nagrodę Crafoorda (1986) oraz Medal Wollastona (1987).